# پریادچینو
پریادچینو (به لاتین: Pryadchino) یک منطقهٔ مسکونی در روسیه است که در استان آمور واقع شده‌است.